# Ащысай (Чингирлауский район)
Ащысай (каз. Ащысай) — село в Чингирлауском районе Западно-Казахстанской области Казахстана. Административный центр Ащысайского сельского округа. Код КАТО — 276637100.

## Население
В 1999 году население села составляло 1161 человек (579 мужчин и 582 женщины). По данным переписи 2009 года в селе проживало 698 человек (343 мужчины и 355 женщин).